# Peripatetisch axioma
Het Peripatetisch axioma luidt: "Niets bereikt het verstand voordat het eerst door de zintuigen is opgepikt"  (Latijn: "Nihil est in intellectu quod non sit prius in sensu"). Het axioma komt uit Thomas van Aquino's De veritate, q. 2 a. 3 arg. 19.
Thomas leidde het principe af van de Peripatetische school van de Griekse filosofie, die werd opgericht door Aristoteles. Thomas argumenteerde dat het bestaan van God kon worden afgeleid door te vertrekken vanuit zintuiglijke waarneming. Hij baseerde zich daarvoor op een variatie op de Aristotelische notie van het "actief intellect" ("intellectus agens") wat hij interpreteerde als de mogelijkheid om abstracte universele betekenissen (universalia) af te leiden uit particuliere empirische gegevens (fenomenen)
In de 16e eeuw muntte Giovanni Nevizzano een variant: Nihil est in intellectu quod non prius fuerit in sensu ("Er is niets in het verstand wat niet eerst in de zintuigen was"). Zijn in de verleden tijd gestelde formulering is letterlijk aan te treffen bij John Locke, op wie Gottfried Wilhelm Leibniz reageerde en vooral René Descartes.